# Hokutosei (treno)

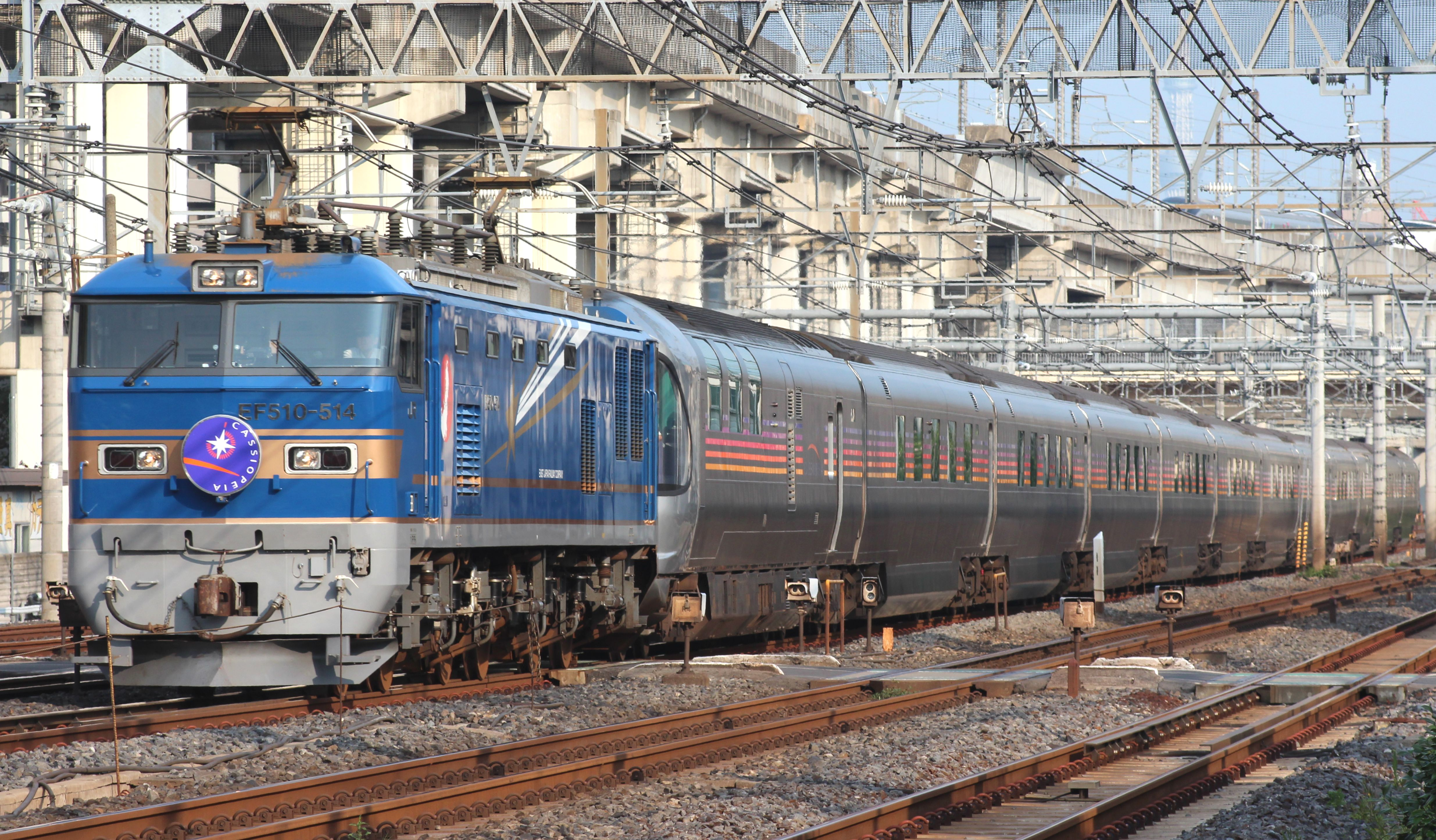

Il treno Hokutosei 北斗星 ({{{2}}}?) era un servizio di treno notturno operato in Giappone fra le stazioni di Ueno a Tokio e la stazione di Sapporo su Hokkaidō, con una percorrenza di circa 16 ore. Il collegamento era effettuato per conto delle compagnie ferroviarie East Japan Railway Company ed Hokkaido Railway Company, è stato attivo fra il 1988 ed il 2005.